# Antoniuskapelle (Nunkirchen)

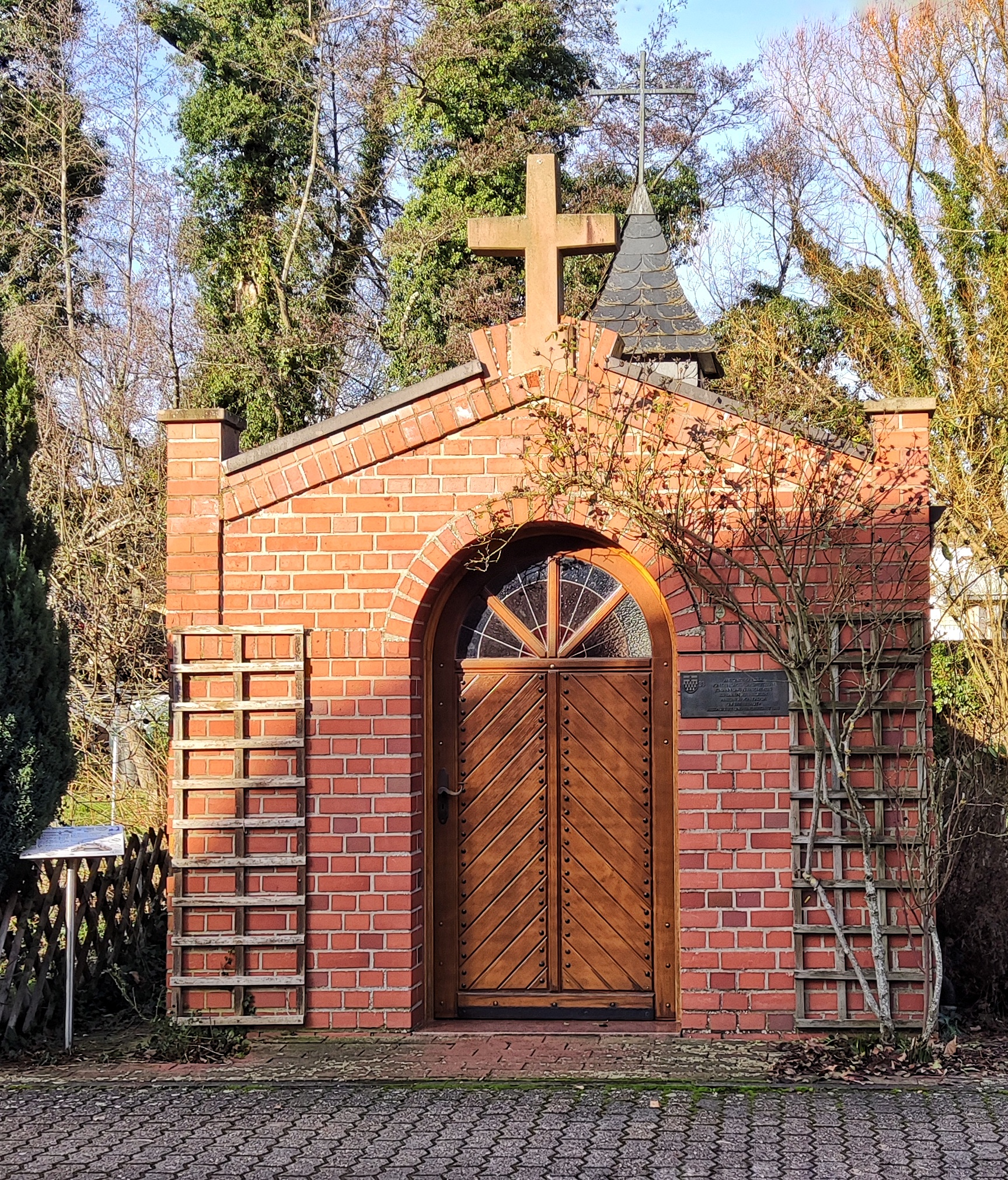
Antoniuskapelle

Die Antoniuskapelle ist ein kleiner Andachtsraum in der Stadt Wadern.
Sie steht im Stadtteil Nunkirchen in einer Seitenstraße des Ortszentrums. Die Kapelle, die dem Hl. Antonius gewidmet ist, ist als Baudenkmal geschützt.

## Geschichte
Die Antoniuskapelle wurde zwischen 1908 und 1915 auf Veranlassung der Brüder Johann und Franz Meyers, den Besitzern eines Sägewerkes in Nunkirchen, gestiftet. Die genauen Baudaten sind nicht überliefert. Johann Meyer hatte fünf Kinder, darunter eine Tochter mit Namen Antonia. Die Überlieferung besagt, dass der Familienvater die Genesung seiner Tochter von einer schweren Krankheit zum Anlass nahm, die Kapelle zu errichten.
1991 wurde die von deutlichen Verfallsspuren gezeichnete Kapelle saniert. Dabei wurden die alten Steine abgebrochen, gereinigt und 1991 davon im Innenfeld erneut als Läufer verwendet. Die restlichen Gebäudeteile wurden fast vollständig neu errichtet. Finanziert wurde das Projekt aus privaten Spenden sowie aus den Erlösen von Festen im Ort. In der Kapelle wurde eine Friedensglocke aufgehängt.

## Gebäude
Die Kapelle ist ein recht kleiner mit Schiefer gedeckter Backsteinbau. Das seitliche Türmchen mit spitzem Schieferdach ziert ein Metallkreuz, das Eingangsportal ist mit einem massiv wirkenden Kreuz aus rosafarbenem Sandstein gekrönt. Beleuchtet wird der weiß verputzte Innenraum durch zwei seitliche Rundfenster und ein weiteres Rundfenster an der Stirnseite der Kapelle.

## Innenraum

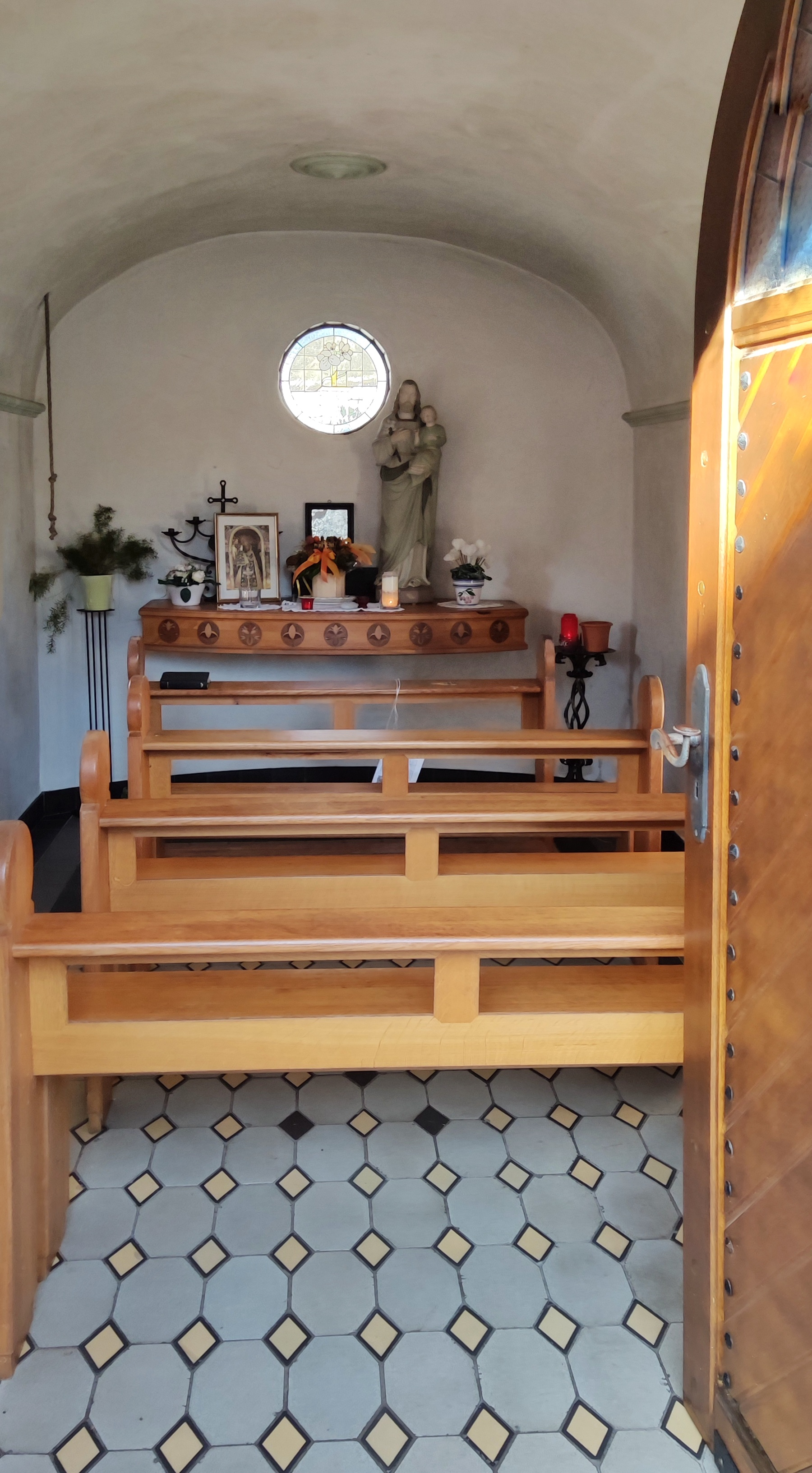
Innenansicht

Der Innenraum ist mit Holzbänke möbliert. Das altarartige freischwebende Bord an der Kopfseite ist mit verschiedenen Heiligenfiguren bestückt, darunter einer Antoiusfigur, einer Josefsstatue und einer Marienstatue.